# Fredrik Meltzer
Fredrik Meltzer, född den 29 september 1779 i Bergen, död den 15 december 1855, var en norsk affärsman och politiker, far till Harald Meltzer.
Meltzer fick i England och Frankrike praktisk utbildning till köpman och öppnade omkring 1802 ett handelshus på Tyskebryggen. Efter att han hade varit medlem av riksförsamlingen i Eidsvold 1814, representerede han sin hemstad på Stortingen 1821, 1822, 1824, 1827 och 1828, vid vilka han utövade stort inflytande på de många viktiga frågorna rörande bank- och penningväsendet. Han var senare medlem av de kungliga kommissionerna angående köpstädernas skatteväsen (1843) och av den kungliga fiskerilagkommission (1840). Han var från 1816 bankadministrator i Bergen, senare overfiskevrager och börskommissionär samt fransk vicekonsul. Han blev riddare av Vasaorden 1821. Hans dagböcker från 1814 och 1821 har nyttjats i monografier av dottersonen F.M. Wallem och professor Ludvig Daae.